# 쉬자후이창수루
쉬자후이창수루(중국어 간체자: 徐家汇藏书楼, 정체자: 徐家匯藏書樓, 병음: Xújiāhuì Cángshū Lóu 서가휘장서루[*])는 중국 상하이 시에서 처음으로 설립된 현대 도서관이다. 쉬후이 구의 쉬자후이에 위치하며 1847년에 개관했다. 2층 북쪽 건물과 4층 남쪽 동으로 이루어지며, 현재는 상하이 도서관의 분관으로 사용되고 있다.

## 역사
쉬자후이창수루는 1842년 상하이에 온 3명의 예수회 선교사로부터 시작되었다. 3명의 선교사는 리더 Frs. Claude Gotteland (1803-1856), Francois Esteve (1804-1848), Benjamin Brueyre (1808-1880)이다. 선교를 시작한지 5년이 지났기 때문에 영구 거주지의 필요성이 높아졌으며, 또 새로 상하이에 오는 선교사들이 중국어를 배우고 선교에 대비하기 위한 장소도 필요했다. 장소로 상하이의 남서쪽 8km에 있는 쉬자후이로 정해졌다. Gotteland는 또한 거기서 책을 보관하는 공간을 만들어 상하이에 온 선교사들이 선교를 위한 학습 작업을 할 수 있게 하는 것도 결정했다. 쉬자후이창수루는 1847년에 이렇게 시작하였으나, 이후 중국의 예수회 도서관 중 쌍벽을 이루게 된다.
이 도서관은 처음에는 기존 교회의 북단에 있는 선교사의 방을 세 가지로 운영되었다. 이어 1860년에 예수회는 쉬자후이에서 다른 토지를 취득하고 도서관은 肇嘉滨 운하의 동쪽에 큰 건물로 이전했다. 도서관은 다시 좁아지고 1897년에 새로운 유럽 스타일인 2층 · 12개 방 도서관 (현재 북동)이 세워진다. 새로운 도서관은 중국의 자료를 모은 1층과 양서를 둔 2층으로 나누어져 있었다. 여기에는 Zi-ka-wei Reservata Bibliotheca, Bibliotheca Zi-ka-wei, Zi-ka-wei Bibliotheque de Mission, Zi-ka-wei Bibliotheca Major, Shanghai Xujiahui Tianzhutang Cangshulou 등의 책이 있다. 주민들은 은행 나무 고목에 둘러싸인 이 큰 건물을 단순히 '대도서관'이라고 불렀다.
쉬자후이창수루는 전성기에 10만 작품, 20만권의 장서를 보유했다. 그 중 8만권이 양서, 12만권이 중국 도서였다. 1932년 제1차 상하이 사변에서 상무인서관이 일본군의 공습에 의해 불탄 후에는 쉬자후이창수루가 상하이 최대의 도서관이 되었다. 쉬자후이창수루는 풍부한 지명 사전 외에도 오래된 귀중한 신문이나 잡지도 보관하고 있었다. 또한 양서는 히브리어, 라틴어, 그리스어, 기타 유럽어 등 10개 이상의 언어로 제공했다. 예수회들의 면학에 이바지할 수 있도록 세계의 주요 사전과 백과 사전, 중요한 학술 잡지도 갖추고 18세기 이전에 출판된 자료가 2,000점 이상 있었다.
쉬자후이창수루는 1956년에 상하이 도서관의 분관이 되었으며, 2003년에 수리되었다.